# Renqiu
Renqiu is een stad in de noordoostelijke provincie Hebei, Volksrepubliek China. Renqiu heeft 770.000 inwoners. De stad ligt 268 km van Peking in een zeer vruchtbare laagvlakte, aan een directe spoorverbinding met de hoofdstad.